# Juju (cantant)
Judith Wessendorf (Berlín, 20 de novembre de 1992) és una rapera alemanya d'ascendència amazic coneguda pel nom artístic de Juju.
Filla d'una mare alemanya i un pare amazic, Juju va créixer en una zona pobra al barri de Berlinès de Neukölln. De petita escoltava gangsta rap alemany (Bushido, Aggro Berlin, Sido) i als 14 anys va començar a rapejar com a afició en el seu temps lliure. El 2010 va conèixer Nura, la que seria la seva parella artística, amb la qual va formar el grup de rap SXTN. La seva primera cançó va ser «Deine Mutter» i les més conegudes «Von Party zu Party» (que havia assolit 30 milions de visualitzacions a Youtube dos anys després) i «Bongzimmer». El 2018, Nura i Juju es van separar i van començar les seves carreres en solitari. Juju va arribar al capdamunt de les llistes alemanyes amb els senzills «Melodien» (amb Capital Bra) i «Vermissen» (amb Henning May).

## Discografia
- Asozialisierungsprogramm (amb SXTN, EP)
- 2017: Leben am Limit (amb SXTN)
- 2018: «Winter in Berlin», «Heroin», «Melodien» (senzills)
- 2019: Blig bling